# Dolejší rybník (přírodní rezervace)
Dolejší rybník je přírodní rezervace poblíž obce Tchořovice v okrese Strakonice. Důvodem ochrany je rašeliniště na jižním břehu Dolejšího rybníka se zachovanou velmi cennou rašelinoslatinnou vegetací. Z chráněných a ohrožených rostlinných druhů zde roste mj. ostřice bažinná (Carex limosa), ostřice přioblá (Carex diandra), ostřice plstnatoplodá (Carex lasiocarpa), pryskyřník veliký (Ranunculus lingua), vachta trojlistá (Menyanthes trifoliata), zábělník bahenní (Comarum palustre) či rozpuk jízlivý (Cicuta virosa).

## Galerie

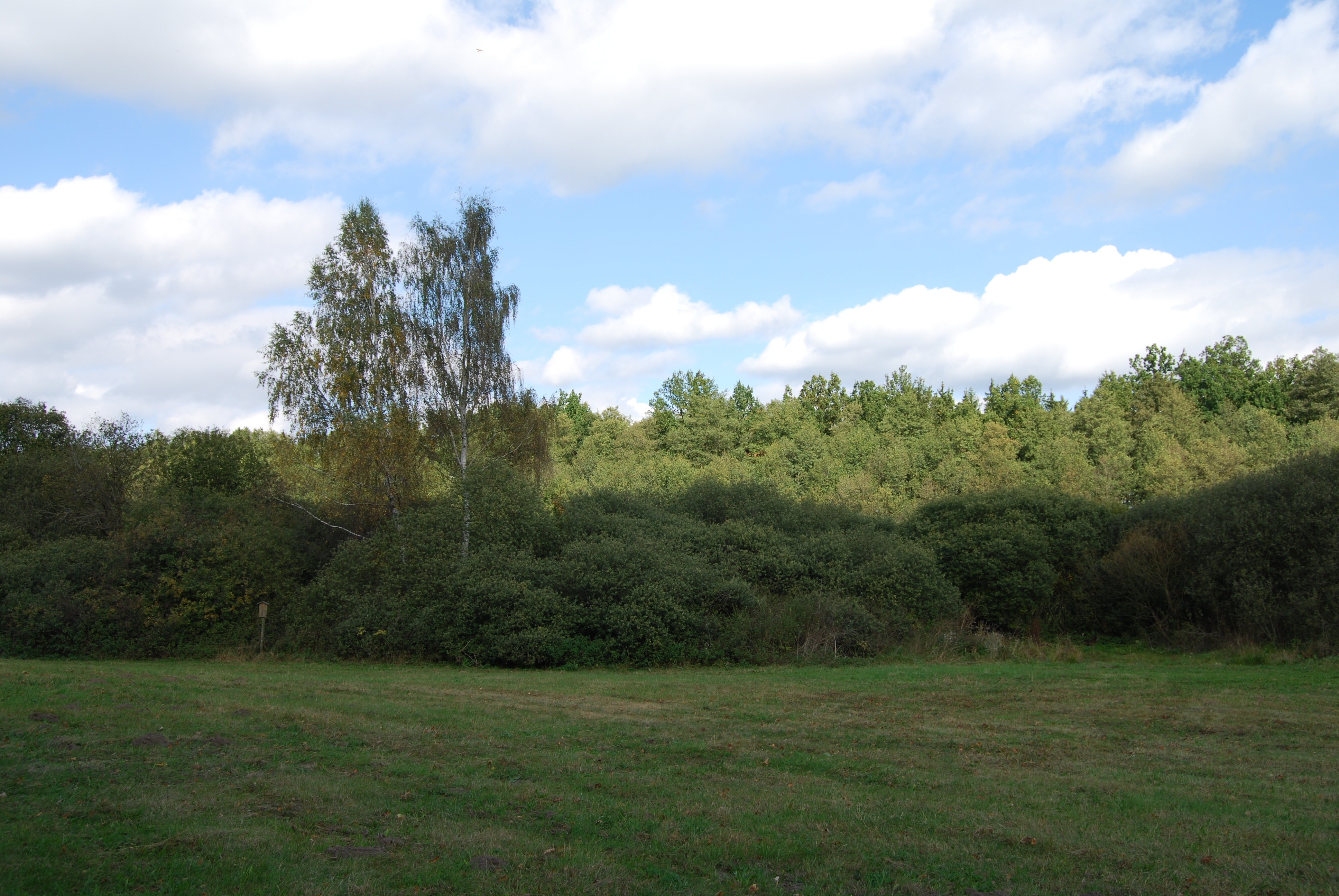
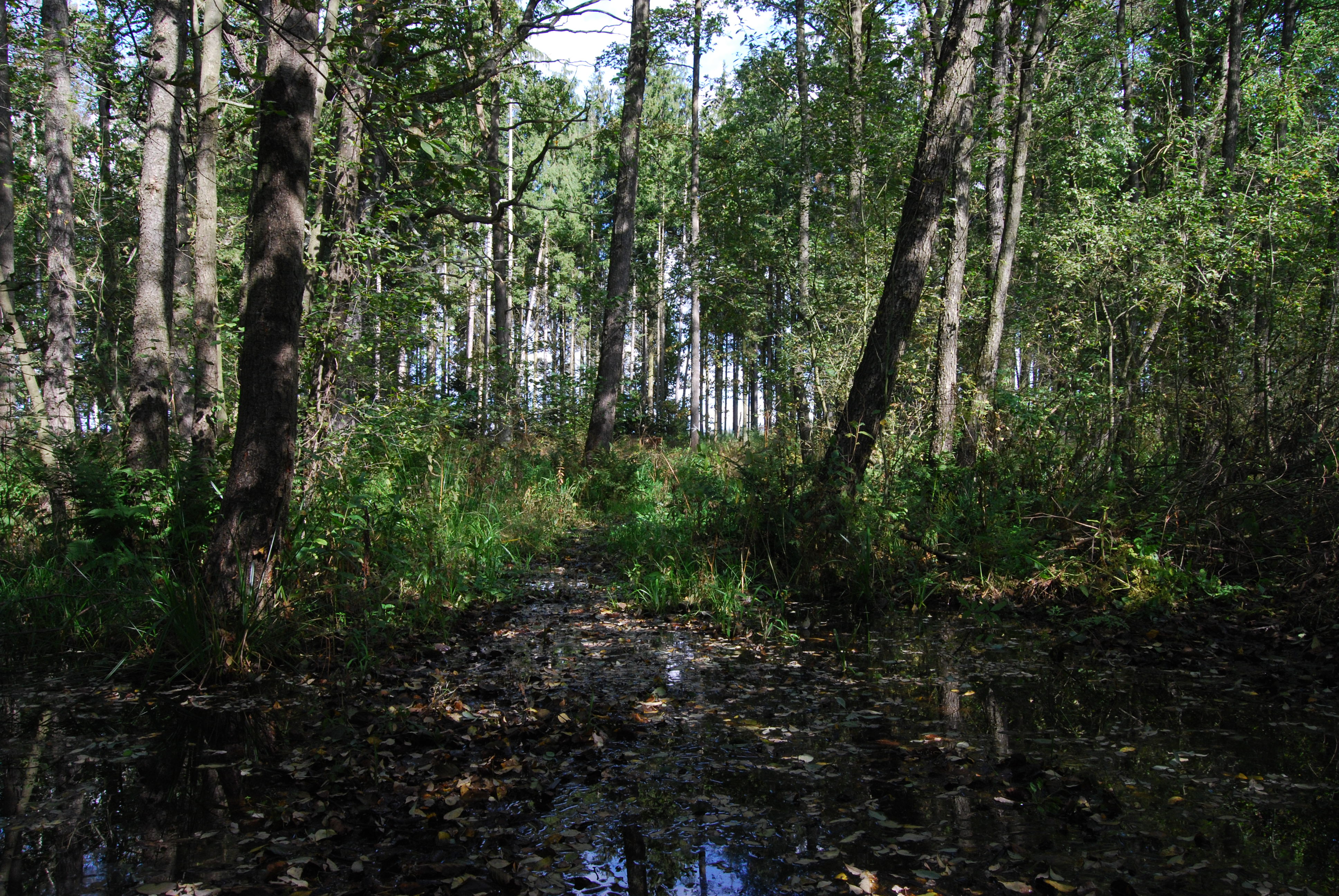
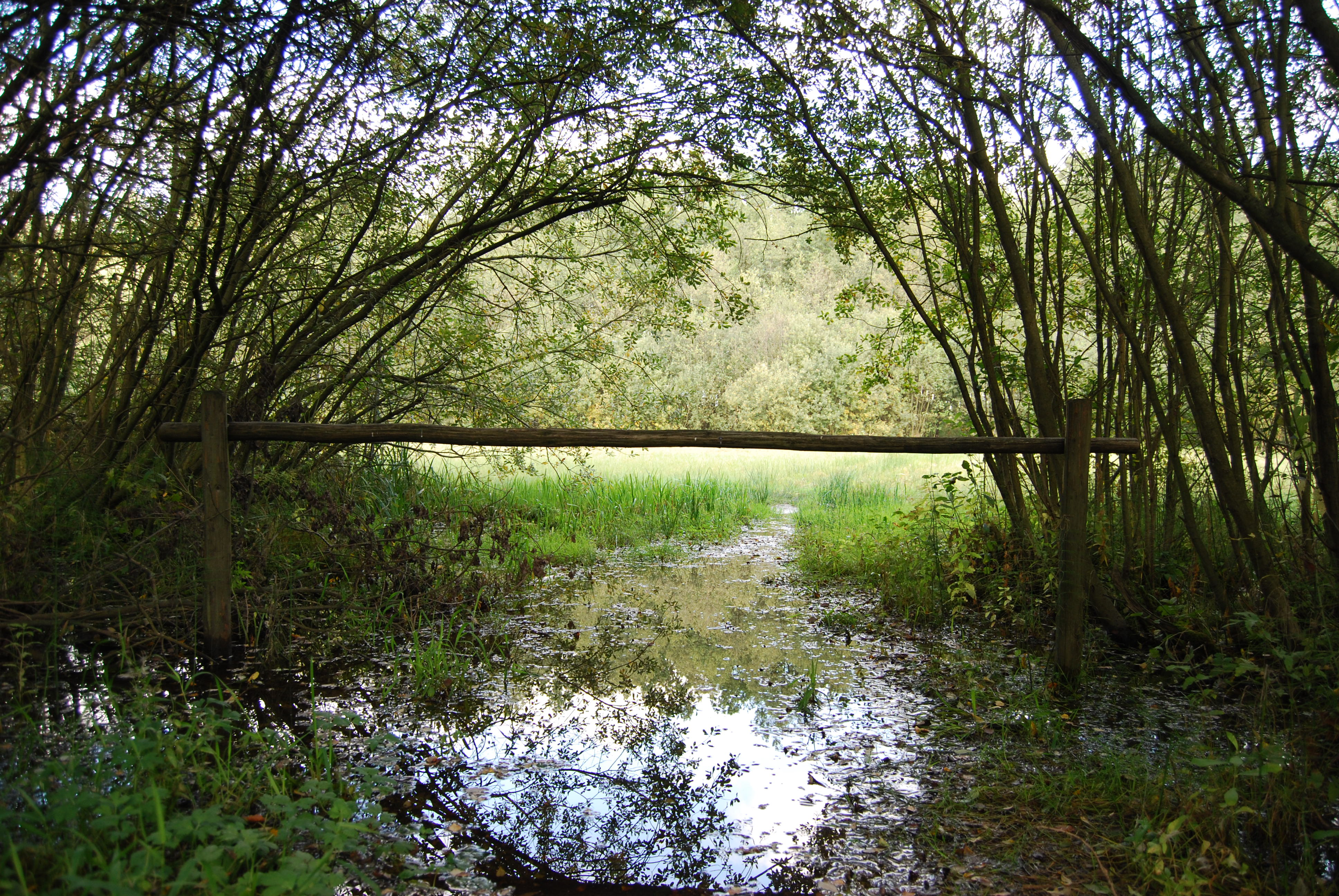
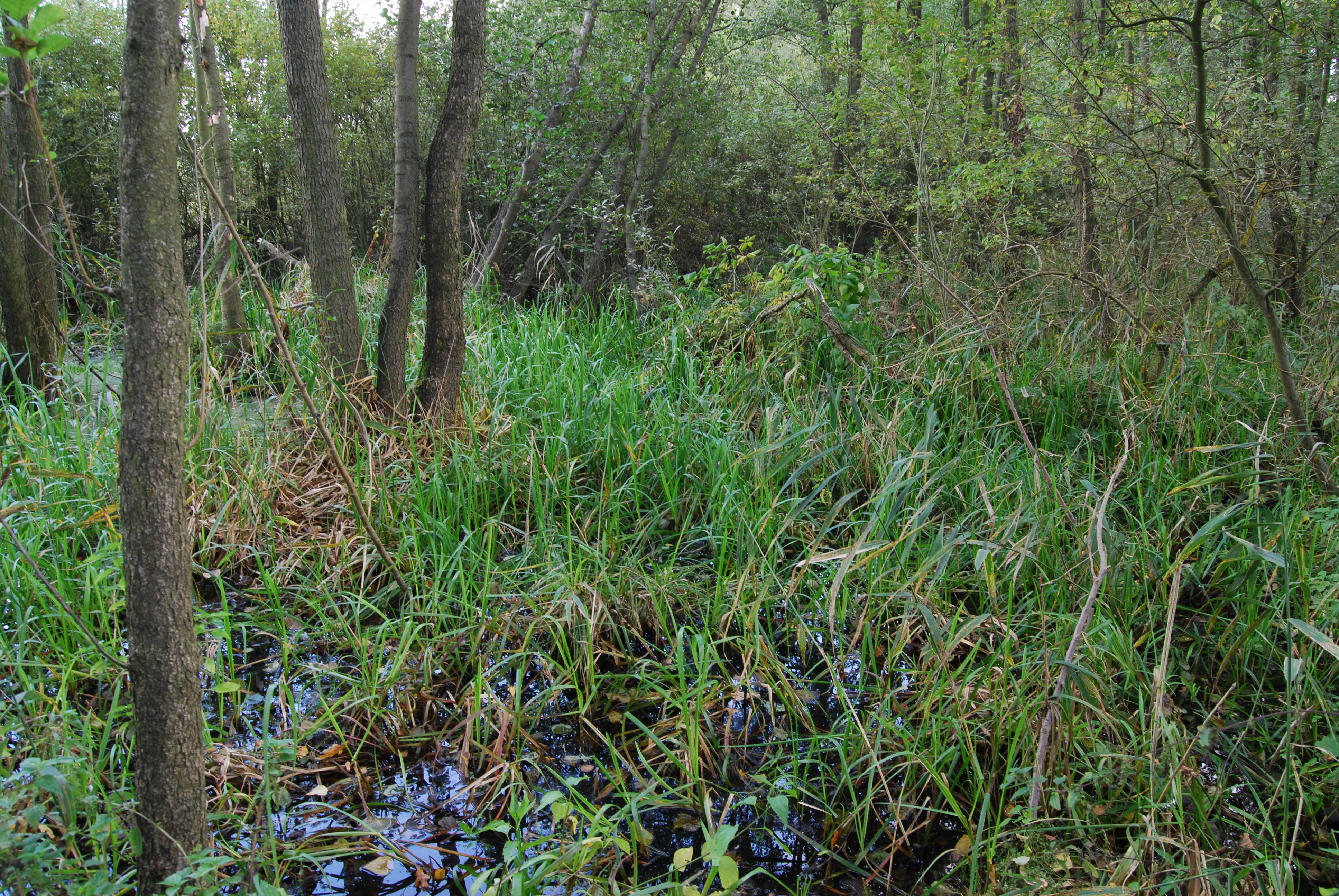

## Historie
Přírodní rezervace byla vyhlášena vyhláškou Okresního národního výboru Strakonice ze dne 14. listopadu 1985 s datem účinnosti od 1. prosince 1985. Následně došlo 11. června 1992 Ministerstvem životního prostředí ČR k přehlášení dle zákona 395/1992 Sb. s datem účinnosti od 13. srpna 1992. Poslední úpravou zatím bylo znovuvyhlášení území nařízením číslo 25/2011 Krajského úřadu Jihočeského kraje ze dne 19. července 2011 s datem účinnosti od 16. srpna 2011. Tím došlo ke zvětšení rozlohy území ze 6,2064 ha na současných 6,49 ha, kolem území se nachází ochranné pásmo o výměře 2,59 ha. Dne 22. prosince 2004 bylo území taktéž zařazeno mezi evropsky významné lokality.